# 浙江万里学院
浙江万里学院（英语：Zhejiang Wanli University，缩写为），位于中国浙江省宁波市，其前身是浙江农村技术师范专科学校，为一所经教育部批准成为“公办高校实行新的管理模式和运行机制”的全日制省属公立高校，中国教育学家潘懋元将其作为“中国第三部门高校改革的范例”。
浙江万里学院现拥有5个校区，分别为宁波市的钱湖校区、回龙校区、高新校区和德国的汉堡校区，以及正在新建的余姚校区，建筑中面积约65万平方米。
该校现有硕士点14个，本科专业56个，教职工1500余名，高级职称教师近600名，全日制在校学生20000余人。近5年，在国际顶级学术期刊《Science》《Nature》上发表论文4篇。
在2023软科中国大学排名中，位列第350名。

## 历史沿革
浙江万里学院的前身是1950年创立的浙江省立农业技术学校，校址为蒋介石在1929年建校的奉化溪口武岭学校原址，1949年武岭学校自然解散。后与宁波地区农科所、宁波地区农具研究所合并组建为宁波地区农学院。
1977年11月，宁波地区农学院改建为浙江农业大学宁波分校，开展本科招生。1984年，为了适应中等职业教育师资需要，浙江农业大学宁波分校改为浙江农村技术师范专科学校，同时学校加挂宁波农校牌子。
1999年2月，浙江省人民政府决定将办学困难的浙江农村技术师范学校整体改制。11月，经教育部同意后，浙江省人民政府批准学校管理体制的改革方案，成为”公办高校实行新的管理模式和运行机制”的新型高校（去行政化改革），将学校的所有权与举办权分离。学校更名为浙江万里职业技术学院，由浙江万里教育集团运营（举办）、浙江省教育厅主管的公办高等职业学校，学校一切资产均为浙江省教委管理的国有资产。
2002年3月，教育部批复同意在浙江万里职业技术学院的基础上建立浙江万里学院，办学层次升格为本科。
2003年，宁波机械工业学校并入浙江万里学院。
2004年，浙江万里学院与英国诺丁汉大学合作，引入设立了中国第一所中外合作高校——宁波诺丁汉大学。2006年，时任浙江省委书记习近平出席宁波诺丁汉大学校园落成仪式。
2011年10月，国务院学位委员会确定浙江万里学院为“服务国家特殊需求人才培养项目”硕士专业学位研究生培养试点单位。
2015年，浙江万里学院入选浙江省第一批应用型建设试点示范学校。
2018年，浙江万里学院成功以第一单位、第一作者身份在Science上发表了题为“The histone demethylase KDM6B regulates temperature-dependent sex determination in a turtle species”（组蛋白去甲基化酶KDM6B调控一种龟的温度依赖型性别决定）的研究论文，为全国水产领域的第一篇、宁波地区的第一篇Science论文，原创成果被国际经典生物学教科书《DevelopmentalBiology》编入第12版。
2019年10月，浙江省委副书记、宁波市委书记郑栅洁赴德出席浙江万里学院汉堡校区校舍揭牌仪式。
2023年3月，浙江万里学院获批浙江省博士学位授予立项建设单位。
2023年8月，浙江万里学院葛楚天教授获得国家杰出青年科学基金项目资助。
2024年6月，在浙江农业大学宁波分校旧址（回龙校区）成立宁波现代农学院，重点培育水产学博士点。

## 教学建设
浙江万里学院设有商学院、法学院、文化与传播学院、设计艺术与建筑学院、外语学院、生物与环境学院、大数据与软件工程、信息与智能学院、物流与电子商务学院、创新创业学院、基础学院、中德设计与传播学院和国际学院、继续教育学院共13个教学单位，共有包括11个国家级一流专业、10个省级一流专业在内的54个本科专业。
在科研领域，浙江万里学院拥有75个省级以上平台。 其中包括1个浙江省重中之重、省一流学科——生物技术，该学科下的动物性别与发育研究所以已累计发表了两篇Science期刊论文。

## 附属科研机构
《现代农机》杂志社，原名《浙江农村机电》，创刊于1983年。为浙江省农业厅主管，浙江省农机管理局、浙江万里学院（浙江农业大学宁波分校）联合主办的科普类国家刊物。
宁波海上丝绸之路研究院，由北京外国语大学和浙江万里学院合作共建。
浙江万里学院海洋生物种业研究院，又称宁海研究院，由浙江万里学院、中国海洋大学、宁海县政府三方共建。
浙江万里学院数字产业研究院，省级现代产业学院。
动物性别与发育重点研究所
对口协作与反贫困研究院，由宁波市支援合作局、鄞州区政府、浙江万里学院合作共建。
乡村振兴研究院

## 相关事件
在白紙運動期间，浙江万里学院学生在教室墙外张贴抗议布告得到海外社交媒体和集会的声援，布告写着“默哀、不要麻木、不要沉默、不要无视、不要忘记”，一旁贴出被人撕烂的“自由”，最下面写着作家鲁迅的名言“愿中国青年都摆脱冷气”，最后还写到，“这个社会至少要让年轻人看到希望！”

## 知名校友
- 李强（1959年7月- ）浙江瑞安人，农机系1978级本科毕业生。现任中共中央政治局常委、国务院总理。
- 马荣荣（1960年4月- ）浙江余姚人，1981年毕业于宁波地区农校中专，杂交水稻育种专家，高级农艺师。曾任九三学社宁波市委常委、全国人大代表等职务。
- 王剑侯（1962年9月- ）浙江慈溪人，1982年毕业于本校。曾任浙江省民政厅党组书记、厅长。